# Zwischenlokomotive

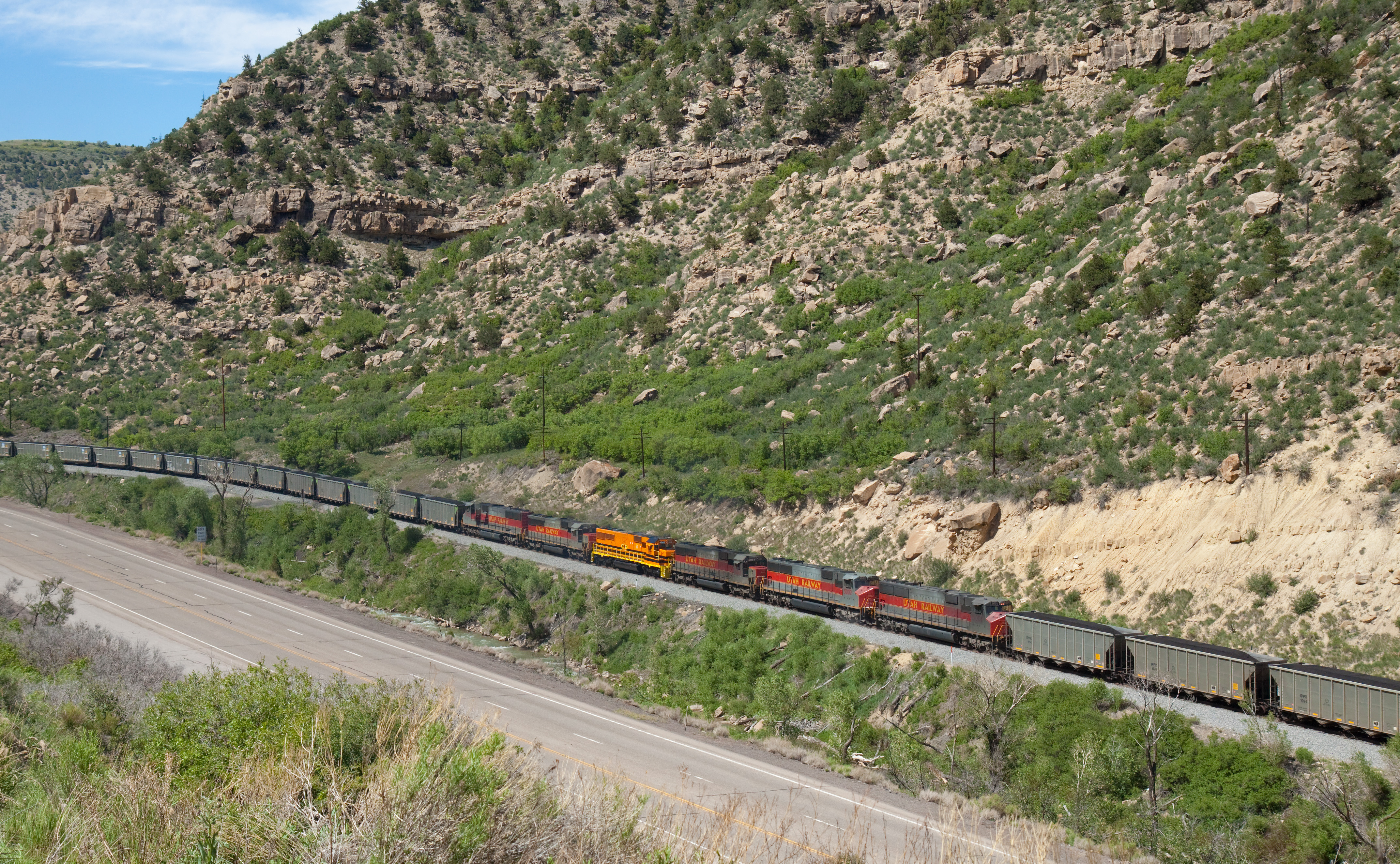
Schwerer Güterzug der Union Pacific Railroad mit vier Lokomotiven an der Spitze und sechs Zwischenloks auf der Fahrt über den Soldier Summit in Utah.

Zwischenlokomotiven, früher auch Mittellokomotiven, sind einzelne oder mehrere arbeitende Triebfahrzeuge, die zwischen den Wagen eines Zuges eingereiht sind. Zwischenlokomotiven werden manuell bedient oder von der zugführenden Lokomotive über Funk ferngesteuert. Eine Zwischenlokomotive ist so einzureihen, dass keine Stoßkräfte übertragen werden müssen. Die Verwendung von Zwischenlokomotiven wird als Zwischendienst bezeichnet.
Zwischenlokomotiven werden insbesondere bei Güterzügen verwendet, wenn die Anhängelast die zulässige Zughakenlast überschreitet. Dabei übernehmen sie einen Teil der Zugkraft zur Beförderung der Wagenzugmasse und verhindern eine Zugtrennung. Abzugrenzen sind Zwischenlokomotiven von:
- Schiebelokomotiven, die Stoßkräfte übertragen und an die weitere Wagen angehängt werden dürfen
- nichtarbeitenden Triebfahrzeugen, die zusätzlich zur Zuglokomotive zur Überführung als Wagen in den Zug gestellt werden
- zwischen zwei Steuerwagen eingereihten Triebfahrzeugen.[3]

Das Ein- und Ausreihen einer Zwischenlokomotive benötigt umfangreiche Gleisanlagen und mehr Zeit als das An- und Abkuppeln einer Schiebelokomotive. Vorteilhaft gegenüber Schiebelokomotiven sind die höheren Zugkräfte und das Vermeiden von Zerrungen und Stauchungen im Zug.

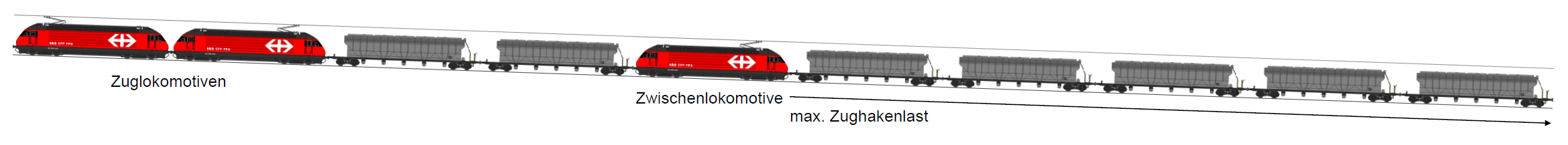
Zwischenlokomotiven ziehen einen Teil der Anhängelast, damit die zulässige Zughakenlast nicht überschritten wird.

In der Schweiz kamen Zwischenlokomotiven auf der Gotthard- und Lötschberg-Bergstrecke sowie vereinzelt bei der Rhätischen Bahn zum Einsatz. Als zu Beginn der 1990er-Jahre BLS und SBB auf den beiden Alpenbahnen den Schiebedienst einführten, war der Zwischendienst nur noch für Güterzüge von 1600 bis 2000 Tonnen Anhängelast notwendig. Obwohl der Einsatz von Zwischenlokomotiven nach wie vor erlaubt ist, wird kaum mehr davon gebraucht gemacht.
Im englischen Sprachraum werden ferngesteuerte Zwischen- und Schiebelokomotiven als Distributed Power Unit bezeichnet. Sie erlauben nebst der zusätzlichen Traktionskraft eine zeitgleiche Absenkung des Hauptleitungsdrucks, so dass die Wirkung der Druckluftbremsen an mehreren Stellen des Zuges gleichzeitig einsetzt.

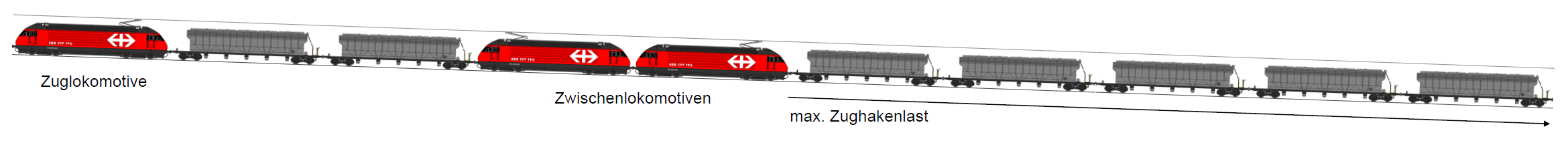
Dem im Hinblick auf die zulässige Zughakenlast gebildeten Zug, gezogen von den beiden Zwischenlokomotiven, wurde ein zweiter Zugteil mit der eigentlichen Zuglokomotive vorangestellt.